# 常不轻菩萨
常不轻菩萨（梵文Sadāparibhūta bodhisattva），是一位恒常不轻视他人，修尊重行的菩萨，是釋迦牟尼佛的前世，出自《妙法莲华经·常不轻菩萨品》。

## 菩萨缘起
常不轻菩萨，是出自《妙法蓮華經》（七卷本）中的〈常不轻菩萨品〉第二十品。由姚秦鳩摩羅什譯長行，隋闍那崛多和笈多補譯偈頌。在《妙法莲华经》裡記載，无量阿僧祇劫以前，有一位佛叫威音王如来，其寿命和正法住世时间非常久远，這是釋迦牟尼佛的過去生，在行菩薩道時，見人就頂禮跪拜且說：“我不輕汝等，汝等皆當作佛。”，見此比丘、比丘尼就以「常不輕」來稱呼他。